# Soneto 48
| «» Soneto 48 |
| --- |
| How careful was I when I took my way, Each trifle under truest bars to thrust, That to my use it might unused stay From hands of falsehood, in sure wards of trust! But thou, to whom my jewels trifles are, Most worthy comfort, now my greatest grief, Thou best of dearest, and mine only care, Art left the prey of every vulgar thief. Thee have I not lock'd up in any chest, Save where thou art not, though I feel thou art, Within the gentle closure of my breast, From whence at pleasure thou mayst come and part; And even thence thou wilt be stol'n I fear, For truth proves thievish for a prize so dear. |
| –William Shakespeare |

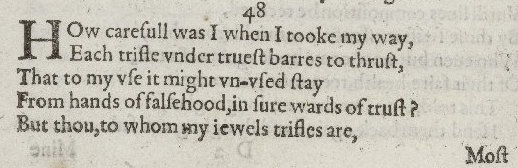
Soneto 48 num iin-Quarto de 1609 do sonetos de Shakespeare

O Soneto 48 foi escrito por William Shakespeare e faz parte dos seus 154 sonetos. 

## Traduções
Na tradução de Thereza Christina Rocque da Motta,
Que cuidado tomei quando em meu caminho
Ao acaso surgiram inutilidades,
Que para mim continuariam intocadas
Pelas mãos da falsidade, entregues à conﬁança.
Mas tu, para quem minhas riquezas não são nada,
Zelo mais valoroso, agora meu maior pesar,
Tu, a mais amada e meu único cuidado,
Do mais terrível ladrão te tornas presa,
A ti, não encerrei em uma arca,
Salvo onde não estás, embora sinta que estejas
Dentro da gentil clausura do meu peito,
De onde poderás ir e vir a teu bel-prazer;
E, mesmo assim, temo que serás roubada,
Pois a verdade nos rouba quanto maior o prêmio.